# Luigi Fortis

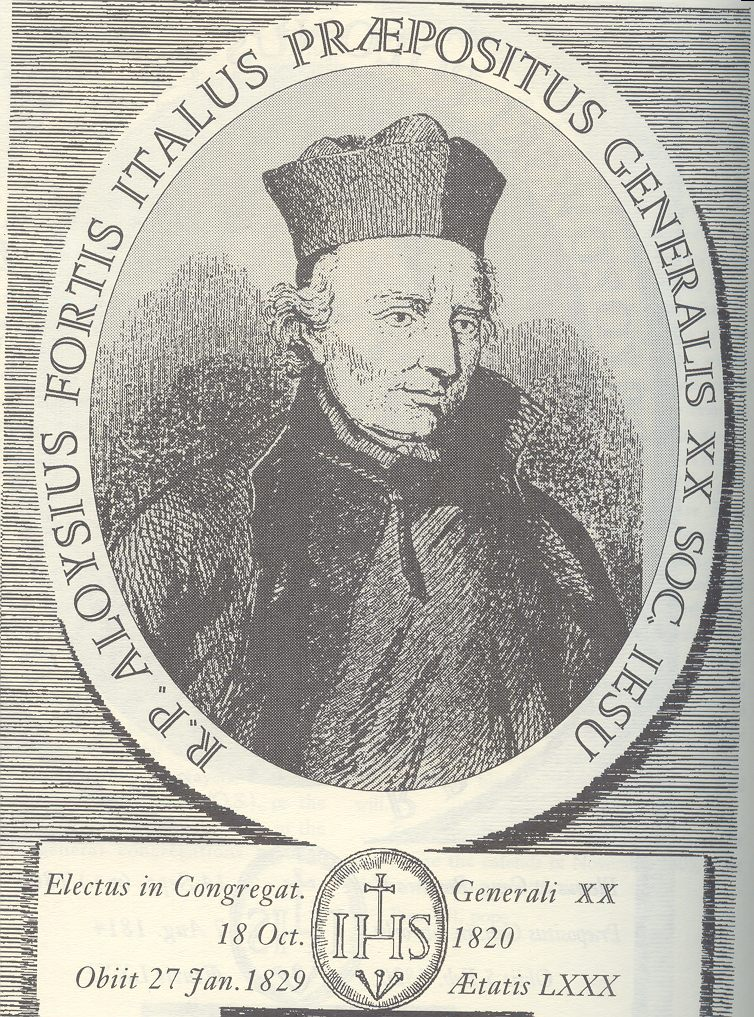
Luigi Fortis, S.I.

Luigi Fortis (Verona, 26 febbraio 1748 – Roma, 27 gennaio 1829) è stato un gesuita italiano, preposito generale dell'ordine dal 18 ottobre 1820 alla morte.

## Biografia
La sua elezione al generalato seguì al periodo di crisi dell'ordine dovuto al suo scioglimento, decretato da Clemente XIV nel 1773.
Il suo sforzo per la riorganizzazione e la diffusione della Compagnia come diede comunque buoni frutti: ottenne da Pio VII e da diversi sovrani italiani la restituzione di numerosi beni e privilegi detenuti dall'ordine prima della sua soppressione e i collegi precedentemente affidatigli.
Diede un notevole impulso all'attività missionaria dell'ordine negli Stati Uniti d'America.